# Marialuisa (gastronomía)
Marialuisa es un postre tradicional de El Salvador, muy popular en panaderías y hogares del país. Consiste en un pan dulce de textura suave, compuesto por capas de bizcocho intercaladas con un relleno de leche poleada (una crema espesa de vainilla) o mermelada, y cubierto con azúcar teñida de rojo o rosa, lo que le otorga su característico aspecto. Es comúnmente consumido como merienda o postre, y forma parte del repertorio clásico de la repostería salvadoreña.

## Preparación
La receta tradicional incluye harina, huevos, margarina, vainilla y polvo de hornear. El relleno más típico es la leche poleada, una crema elaborada con leche, maicena, canela, azúcar y vainilla, cocida hasta obtener una consistencia espesa. También existen versiones con mermelada de piña, fresa o naranja.

## Variaciones
Existe una variación del postre denominado Marialuisa en el departamento de Antioquia, Colombia, hecha en dos capas o pisos de torta separados por algún tipo de mermelada.
También existe una versión en forma de pequeña galleta que se hace en el municipio de San Juan Nepomuceno en el Departamento de Bolívar, Colombia.